# Доминис, Марк Антоний де
Марк Антоний де Доминис (хорв. Marko Antun Domnianić, Markantun Domnianić, Markantun de Dominis, Маркантун Домнианич, итал. Marco Antonio de Dominis, Марко Антонио де Доминис), родом из Далмации (1560—1624) — хорватский учёный, архиепископ, теолог и крупный деятель Западной церкви.

## Биография
Родился на острове Раб, расположенном в Адриатическом море в северной части Хорватии, возле далматинского побережья. Его отец происходил из знатного хорватского рода, был юристом, сделал успешную карьеру в Венеции. Мать — по рождению венецианка. Получил образование в колледже иезуитов в Лорето и в Падуанском университете. Вступив в орден иезуитов, в течение некоторого времени был преподавателем в Вероне, профессором математики в Падуе и профессором риторики и философии в Брешии. В 1596 году вышел из состава ордена иезуитов. В том же году был назначен епископом города Сень в Далмации, а двумя годами позже стал архиепископом Сплита и Салоны и примасом Далмации.
В 1616 году, покинув Венецию, отправился в Англию, куда прибыл в декабре и где был встречен с большим уважением королём и духовенством англиканской церкви.
В 1622 году вернулся в Рим, где жил на пенсию, назначенную папой Григорием XV. После смерти Григория XV, последовавшей в июле 1623 года, был лишён пенсии, а затем объявлен инквизицией еретиком и заключён в замок Святого Ангела.
Скончался, находясь в заключении, 8 сентября 1624 года.
Сведения о причинах смерти де Доминиса, приводимые в литературе, противоречивы.
Так, в «Католической энциклопедии» определённо утверждается, что его смерть наступила по естественным причинам. В то же время в других источниках сообщают, что он «умер при неизвестных обстоятельствах», в третьих — высказывают подозрения об отравлении или ссылаются на слухи об этом. И, наконец, некоторые авторы прямо утверждают, что он «…умер в заточении, благочестиво отравленный в виде особой милости. Яд спас его от костра».

## Научная работа

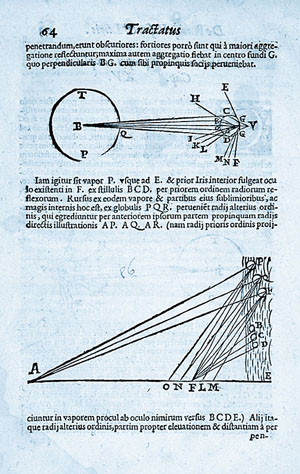
Рисунки из трактата де Доминиса «De radiis visus et lucis in vitris perspectivis et iride»

В 1611 году в Венеции было издано сочинение де Доминиса «De radiis visus et lucis in vitris perspectivis et iride» («О радуге зрения и света»), написанное им за двадцать лет до опубликования и посвящённое исследованию ряда вопросов, связанных с оптическими приборами и оптическими явлениями в природе. Из изложенного в этой работе наибольшую известность получили его взгляды на формирование радуги.
В отличие от таких античных авторов, как Аристотель и Сенека, полагавших, что возникновение радуги обусловлено отражением солнечного света от передних поверхностей водяных капель, де Доминис пришёл к выводу о том, что радуга возникает в результате отражения света от задних поверхностей капель. То есть, он полагал, что солнечные лучи, падая на поверхность верхней части капли, сначала, испытав преломление, входят в каплю, и лишь затем отражаются от её задней поверхности. Далее отражённые лучи снова попадают на переднюю поверхность теперь уже нижней части капли и, выйдя после повторного преломления наружу, направляются к наблюдателю. Образование вторичной, внешней по отношению к основной, радуги объяснялось двумя преломлениями и двух отражениями между ними. Свои взгляды и выводы де Доминис доказывал и проверял на опыте. Для этого он использовал фиалы и стеклянные шары, наполненные водой, которые он подвешивал и освещал солнечным светом. Результатом теоретического и экспериментального рассмотрения стало объяснение дугообразной формы радуги, сохранившее свою силу до настоящего времени.
Для начала XVII века такое объяснение было значительным прогрессом в понимании физических механизмов формирования радуги, о чём, в частности, свидетельствует подробное изложение взглядов де Доминиса И. Ньютоном в его труде «Оптика», где он называет де Доминиса «знаменитым».
Вопросу о цветах радуги Де Доминис также отвёл значительное место в своём сочинении. Данные своих наблюдений он интерпретировал в соответствии с традиционными для того времени представлениями о природе цвета.
Оценивая значение работы де Доминиса, высказывают мнение, что именно от неё ведёт своё начало теория дисперсии, а также, что самого́ де Доминиса следует считать одним из основоположников экспериментального метода, лежащего в основе всей современной физики.
Другим крупным трудом де Доминиса в области естествознания является изданная в 1624-м, последнем году его жизни, книга «Euripus, seu de fluxu et refluxu maris sententia». В ней он подробно обсуждает природу и особенности приливов и отливов, причины возникновения которых видит в действии Луны и Солнца. В этой книге де Доминис в основном придерживается тех же воззрений, что и другие античные и современные ему авторы. Кроме того, в этой работе он обсуждает форму Земли, считая её совершенной сферой.

## «Церковная республика»
Со временем придя к убеждению в необходимости многих реформ в управлении церковью, вышел из ордена, оставил сан архиепископа и, удалившись в Англию, напечатал в 1617 труд «De Republica ecclesiastica» («Церковная республика») о восстановлении единства западного христианства на основе демократизации культуры.
Вот несколько выдержек из этого труда:
- «Под владычеством папы церковь уже является не церковью, а светским государством с чисто земной монархической властью папы». «Церковь не может обладать принудительной властью и не может прибегать к принуждению извне».
- «Священники при служении мессы не воскрешают жертву Христову, а служат лишь её памяти».
- «Святой дух — подлинный наместник Христа на земле и обладает только духовным могуществом».
- «Ян Гус несправедливо и противно принципам христианской республики осуждён Констанцским собором».
- «Иисус Христос завещал Святой Дух всей церкви в целом, не предназначая его особо священникам и епископам».
- «Приказ — не таинство».
- «Римская церковь первая по достоинству города, имя которого носит, но не в юрисдикции».
- «Безбрачие мужей церкви не обязательно».
- «Торжественный монашеский обет имеет такую же силу, как и простой обет».
- «Папство — человеческое изобретение».

В этом же труде впервые появляется ставший впоследствии знаменитым афоризм: «в главном — единство, во второстепенном — свобода, во всём — любовь».

## Суд и «казнь»
Смерть де Доминиса, последовавшая в сентябре 1624 года, не остановила расследование, ведущееся против него инквизицией. Приговор, вынесенный по окончании расследования, был оглашён 20 декабря над телом де Доминиса в церкви Санта-Мария-сопра-Минерва. По приговору инквизиции его тело извлекли из гроба, проволокли по улицам Рима и вместе с его книгами публично сожгли на площади Кампо деи Фиори.
Часть работ де Доминиса была внесена в Индекс запрещённых книг, где затем они находились более трёх столетий.

## Память
- В 2010 году под эгидой ЮНЕСКО в мире отмечалось 450-летие со дня рождения де Доминиса. Решение о включении этого события в список памятных дат было принято 35-й сессией Генеральной Ассамблеи ЮНЕСКО в 2009 году[16].
- Одна из улиц Сплита названа именем де Доминиса (хорв.  Dominisova ulica).
- В 2010 году почта Хорватии выпустила почтовую марку, посвящённую юбилею де Доминиса, с его изображением[17].